# Bathybagrus stappersii
Bathybagrus stappersii är en fiskart som först beskrevs av Boulenger, 1917.  Bathybagrus stappersii ingår i släktet Bathybagrus och familjen Claroteidae. IUCN kategoriserar arten globalt som livskraftig. Inga underarter finns listade.